# Hockey Roller Club Monza
El Hockey Roller Club Monza, abreviadamente HRC Monza, es un club de hockey sobre patines de la localidad italiana de Monza, en la región de la Lombardía. Fue fundado en 2007 con el nombre inicial de Hockey Monza e Brianza, hasta que en 2013 se refundó el equipo con el actual nombre de Hockey Roller Club Monza.
Tras siete temporadas jugando en la Serie B, en 2014 asciende a la Serie A2 en la que solo está una temporada ya que consigue subir inmediatamente a la Serie A1.
A nivel europeo destaca su participación en la Copa de la CERS de la temporada 2016-2017 en la que llegó a octavos de final, siendo derrotado por el Hockey Sarzana.

## Plantilla 2018-2019
| - (1) Stefano Zampoli - (2) Matteo Zucchetti - (3) Pietro Lazzarotto - (4) Marc Ollé - (6) Julián Martínez - (7) Matteo Galimberti |  | - (8) Sebastiano Schena - (10) Lorenzo Uboldi - (21) Pol Franci Jiménez - (44) Davide Nadini - (77) Alessandro Uboldi |